# Liste des évêques et archevêques de Tarente
La liste des évêques et archevêques de Tarente recense les noms des évêques qui se sont succédé sur le siège épiscopal de Tarente, dans les Pouilles en Italie depuis la fondation du diocèse au Ve siècle. Le diocèse est élevé au rang d'archidiocèse de (archidiocèse de Tarente) au Xe siècle. 

## Liste des évêques
- Amasiano †
- Saint Catalde (Cataldo) † (? - 475/480)
- Renovato †
- Innocenzo † (492 - 496)
- Andrea † (590 - ?)
- Giovanni Ier † (? - 601)
- Onorio † (603 - ?)
- Giovanni II † (? - 649)
- Gervasio Ier † (659 - ?)
- Germano † (? - 680)
- Cesario † (mentionné en 743)

## Liste des archevêques
- Giovanni III † (978 - ?) (premier archevêque)
- Dionisio † (983)
- Alessandro Facciapecora † (1040 - ?)
- Stefano † (? - 1041)
- Droso † (? - 1071)
- Orso † (1080 - ?)
- Basilico † (? - 1084)
- Alberto † (1092 - ?)
- Giacomo † (? - 1098)
- Stefano Filomarino † (1102 - ?)
- Monaldo † (1102 - ?)
- Reinaldo † (1106 - 1124)
- Gualtiero Ier † (1125 - 1129)
- Bellegardo ? †
- Rolemanno † (1133 - ?)
- Filippo † (1138 - ?)
- Giraldo † (1139 - 1172)
- Basilico Palagaro † (1179 - 1181)
- Gervasio II † (? - 1194)
- Angelo ? † (1194 - 1202)
- Nicola Ier † (1205 - ?)
- Berardo † (1205 - 1210)
- Gualtiero II † (1216 - 1218)
- Nicola II † (1219 - 1244)
- Enrico da Cerasolio † (1252 - ?)
- Gerardo † (? - 1260)
- Giacomo da Viterbo † (1270 - 1273)
- Enrico II † (1274 - 1298)
- Gualtiero III † (1299 - 1301)
- Gregorio † (1301 - 1334)
- Ruggero Capitignono † (1334 - 1348)
- Bertrando † (1348 - 1349)
- Giacomo III † (1349 - 1353)
- Giacomo da Atri † (1358 - 1378)
- Marino Del Giudice † (1380 - 1385)
- Giacomo V † (1386 - ?)
- Pietro Aelio da Brunaco † (1386)
- Elisario † (1391 - ?)
- Bartolomeo d'Aprano † (? -  1400
- Iacopo Palladini † 1400 -  1401
- Alamanno Adimari † 1401 - 1406
- Ludovico Bonito †  1406 - 1412
  - Rinaldo Brancaccio †  1412 - 1420  (administrateur apostolique)
- Giovanni Berardi da Tagliacozzo  1421 -  1439
  - Giuliano Cesarini † (vers 1440 - 1444  (administrateur apostolique)
- Mario Orsini 1445 - 1449 ?
- Alessandro Galeota ? † 1449)
- Latino Orsini † 1472 -  1477
  - Giovanni d'Aragona †  1477 -  1485  (administrateur apostolique)
- Giovanni Battista Petrucci †  1485 - 1489
- Francesco de Perez †  1489 - 1491
  - Giovanni Battista Orsini †  1490 - 1498 (administrateur apostolique)
- Enrico Bruno, O.P. †  1498 - 1509
- Orlando Carretto della Rovere †  1509 -  1510
- Giovanni Maria Poderico 1510 - 1524
- Francesco Armellini Pantalassi de' Medici †  1525 - 1527
- Girolamo d'Ippolito † (1528 - 1528
- Antonio Sanseverino †  1528 -  1543
- Francesco Colonna †  1544 - 1560
- Marcantonio Colonna †  1560 -  1568
- Girolamo da Correggio †  1569 - 1572
- Lelio Brancaccio † 1574 - 1599
- Juan de Castro †  1600 -  1601
- Sede vacante (1601-1605)
- Ottavio Mirto Frangipane  † 1605 - 1612
- Bonifacio Caetani †  1613 -  1617
- Antonio d'Aquino  1618 -  1627
- Francisco Sánchez Villanueva y Vega †  1628 - 1630
- Gil Carrillo de Albornoz † 1630 -  1637
- Tommaso Caracciolo † (1637 - 1665
- Tommaso de Sarria † (1665 - 1682
- Francesco Pignatelli † 1684 - 1703
- Sede vacante (1703-1713)
- Giovanni Battista Stella (it) †  1713 - 1725
- Fabrizio de Capua †  1727 -  1730
- Celestino Galiani † 1731 - 1732
- Casimiro Rossi †  1733 - 1738
- Giovanni Rossi † 1738- 1750
- Antonio Sersale †  1750 - 1754
- Isidoro Sánchez de Luna 1754 - 1759
- Francesco Saverio Mastrilli †  1759 - 1777
- Giuseppe Capecelatro †  1778 - 1816
- Giovanni Antonio de Fulgure †  1818 -  1833
- Raffaele Blundo †  1835 - 1855
- Giuseppe Rotondo † 1855 - 1885
- Pietro Alfonso Iorio †  1885 -  1908
- Giuseppe Cecchini †  1909 -  1916
- Orazio Mazzella †  1917 -  1934
- Ferdinando Bernardi †  1935 -  1961
- Guglielmo Motolese †  1962 -  1987
- Salvatore De Giorgi 1987 -  1990
- Benigno Luigi Papa (it), 1990 - 2011
- Filippo Santoro (it), 2011 - 2023 (précédemment évêque de Petrópolis au Brésil)
- Ciro Miniero, depuis 2023